# Petit Best 8
Albums de divers artistes du Hello! Project
Petit Best 7
(2006) Petit Best 9
(2008)
Petit Best 8 ou Pucchi Best 8 (プッチベスト8) est un album compilation de chansons des divers artistes du Hello! Project, sortie fin 2007.

## Présentation
L'album sort le 12 décembre 2007 au Japon sous le label zetima. Il atteint la 45e place du classement de l'Oricon, et reste classé pendant deux semaines.
Il contient des titres sortis en single dans l'année de la plupart des groupes et solistes du Hello! Project. Il ne contient qu'un titre inédit : la chanson Atsui Tamashii du groupe GAM qui devait sortir en single en août précédent avant l'annulation de la sortie à la suite de la mise en pause du duo. Il contient aussi un titre rare du même groupe paru uniquement sur un single en distribution limitée.
L'album est le huitième d'une série de compilations similaires homonymes nommées Petit Best, dont les volumes sortent chaque fin d'année. Un DVD homonyme (Petit Best 8 DVD) contenant la plupart des clips vidéo des chansons de l'album sort également le même jour. Le titre inédit de GAM n'ayant pas de clip, il y est remplacé par celui d'une autre chanson du groupe sortie en single l'année précédente. La version remixée de la chanson de Melon Kinenbi n'a pas non plus de clip, qui est remplacé par celui de la version originale du titre, figurant sur le même single. La chanson de V-u-den choisie pour la version CD, sortie en single l'année précédente, est remplacée par le clip d'une autre chanson plus récente du groupe. Figurent aussi en plus sur le DVD les clips de deux chansons sorties dans l'année et absentes de la version CD : une de Yūko Nakazawa et une du groupe Athena & Robikerottsu.

## Liste des titres
| 1.  | Bokura ga Ikiru My Asia (僕らが生きるMY ASIA)                                                             | Morning Musume Tanjō 10nen Kinentai      |  |
| 2.  | Kanashimi Twilight (悲しみトワイライト)                                                                   | Morning Musume                           |  |
| 3.  | Too Far Away ~Onna no Kokoro~ (Too far away ~女のこころ~)                                                 | Natsumi Abe                              |  |
| 4.  | Secret (シークレット)                                                                                     | Maki Gotō                                |  |
| 5.  | Egao (笑顔)                                                                                               | Aya Matsuura                             |  |
| 6.  | Aisu Cream to My Purin (愛すクリームとMyプリン)                                                           | V-u-den                                  |  |
| 7.  | Onegai Miwaku no Target ~Mango Pudding Mix~ (お願い魅惑のターゲット)                                      | Melon Kinenbi                            |  |
| 8.  | Kokuhaku no Funsui Hiroba (告白の噴水広場)                                                                | Berryz Kobo                              |  |
| 9.  | Sakura Chirari (桜チラリ)                                                                                 | Cute                                     |  |
| 10. | Happy (ハッピー☆彡)                                                                                       | Tsukishima Kirari starring Kusumi Koharu |  |
| 11. | Futari wa NS (ふたりはNS)                                                                                 | Kira Pika                                |  |
| 12. | Narihajimeta Koi no Bell (鳴り始めた恋のBELL)                                                             | Ongaku Gatas                             |  |
| 13. | Ai Ai Daiko (相愛太鼓)                                                                                    | Yuki Maeda                               |  |
| 14. | Oyaji no Kokoro ni Tomotta Chiisana Hi ~Duet Version~ (オヤジの心に灯った小さな火 ~デュエットバージョン~) | Mai Satoda with Fujioka Fujimaki         |  |
| 15. | Honto no Jibun (ホントのじぶん)                                                                           | Buono!                                   |  |
| 16. | Daisuki Rakuten Eagles (ダイスキ楽天イーグルス) (distribution limitée)                                    | GAM                                      |  |
| 17. | Atsui Tamashii (熱い魂) (titre inédit)                                                                    | GAM                                      |  |

| 1.  | Bokura ga Ikiru My Asia (僕らが生きるMY ASIA)                                                             | Morning Musume Tanjō 10nen Kinentai      |  |
| 2.  | Kanashimi Twilight (悲しみトワイライト)                                                                   | Morning Musume                           |  |
| 3.  | Too Far Away ~Onna no Kokoro~ (Too far away ~女のこころ~)                                                 | Natsumi Abe                              |  |
| 4.  | Secret (シークレット)                                                                                     | Maki Gotō                                |  |
| 5.  | Egao (笑顔)                                                                                               | Aya Matsuura                             |  |
| 6.  | Melodies (メロディーズ)                                                                                   | GAM                                      |  |
| 7.  | Koisuru Angel Heart (恋するエンジェルハート)                                                              | V-u-den                                  |  |
| 8.  | Onegai Miwaku no Target Original new ver. (お願い魅惑のターゲット)                                        | Melon Kinenbi                            |  |
| 9.  | Kokuhaku no Funsui Hiroba (告白の噴水広場)                                                                | Berryz Kobo                              |  |
| 10. | Sakura Chirari (桜チラリ)                                                                                 | Cute                                     |  |
| 11. | Happy (ハッピー☆彡)                                                                                       | Tsukishima Kirari starring Kusumi Koharu |  |
| 12. | Futari wa NS (ふたりはNS)                                                                                 | Kira Pika                                |  |
| 13. | Narihajimeta Koi no Bell (鳴り始めた恋のBELL)                                                             | Ongaku Gatas                             |  |
| 14. | Danna Sama (だんな様)                                                                                     | Yūko Nakazawa                            |  |
| 15. | Ai Ai Daiko (相愛太鼓)                                                                                    | Yuki Maeda                               |  |
| 16. | Oyaji no Kokoro ni Tomotta Chiisana Hi ~Duet Version~ (オヤジの心に灯った小さな火 ~デュエットバージョン~) | Mai Satoda with Fujioka Fujimaki         |  |
| 17. | Honto no Jibun (ホントのじぶん)                                                                           | Buono!                                   |  |
| 18. | Shōri no Big Wave!!! (勝利のBIG WAVE!!!)                                                                  | Athena & Robikerottsu                    |  |
| 19. | Daisuki Rakuten Eagles (ダイスキ楽天イーグルス)                                                           | GAM                                      |  |

## Participantes
Comme pour les précédents volumes, toutes les chanteuses ayant interprété des titres de la compilation figurent sur le montage photographique en couverture, certaines apparaissant plusieurs fois en fonction de leurs différentes activités. La couverture du DVD a été modifiée en fonction des différences de contenu ; Yūko Nakazawa et les membres d'Athena & Robikerottsu y ont été rajoutées.
- Morning Musume Tanjō 10nen Kinentai (Kaori Iida, Natsumi Abe, Maki Goto, Risa Niigaki, Koharu Kusumi)
- Morning Musume (Hitomi Yoshizawa, Ai Takahashi, Risa Niigaki, Miki Fujimoto, Sayumi Michishige, Eri Kamei, Reina Tanaka, Koharu Kusumi, Aika Mitsui) (Jun Jun et Lin Lin n'ont pas participé au titre présent sur la compilation et ne figurent pas sur les pochettes)
- Natsumi Abe
- Maki Gotō
- Aya Matsuura
- V-u-den (Rika Ishikawa, Erika Miyoshi, Yui Okada)
- Melon Kinenbi (Hitomi Saito, Megumi Murata, Masae Otani, Ayumi Shibata)
- Berryz Kōbō (Saki Shimizu, Momoko Tsugunaga, Chinami Tokunaga, Māsa Sudō, Miyabi Natsuyaki, Yurina Kumai, Risako Sugaya)
- Cute (Maimi Yajima, Erika Umeda, Saki Nakajima, Airi Suzuki, Chisato Okai, Mai Hagiwara, Kanna Arihara)
- Tsukishima Kirari starring Kusumi Koharu (Morning Musume) (Koharu Kusumi)
- Kira Pika (Koharu Kusumi, Mai Hagiwara)
- Ongaku Gatas (Hitomi Yoshizawa, Rika Ishikawa, Asami Konno, Mai Satoda, Miki Korenaga, Arisa Noto, Minami Sengoku, Erina Mano, Yuri Sawada, Mika Mutō)
- Yuki Maeda
- Mai Satoda
- Fujioka Fujimaki (duo de chanteurs extérieur au H!P invité sur le titre de Mai Satoda ; ne figure pas sur les pochettes)
- Buono! (Airi Suzuki, Miyabi Natsuyaki, Momoko Tsugunaga)
- GAM (Aya Matsuura, Miki Fujimoto) (le duo, dont deux chansons sont présentes, figure en double sur les pochettes)
- Yūko Nakazawa (sur le DVD)
- Athena & Robikerottsu (Risa Niigaki, Aika Mitsui, Saki Nakajima, Chisato Okai) (sur le DVD)